# Локхийд U-2
„Локхийд U-2“ (Локхийд У-2, с прякор „Dragon Lady“), е разузнавателен самолет за полети на много голяма надморска височина (21 000 m), на границата на тропосферата и стратосферата, експлоатиран от ВВС на САЩ (USAF), а преди това от Централното разузнавателно управление, за да събира разузнавателна (шпионска) информация при всякакви метеорологични условия. .
Самолетът се използва и от НАСА за изследвания и развитие на сателитна връзка, калибриране на сателити и сателитна проверка на данни.

## История на създаването
В началото на 50-те години на ХХ век, с началото на Студената война, американските военни искат да притежават по-добро стратегическо разузнаване, което да им помогне да се определи състоянието на съветските военни възможности и намерения. Съществуващите дотогава разузнавателни самолети били предимно адаптирани стратегически бомбардировачи, преработени за разузнаване на далечно разстояние, които обаче били уязвими по отношение на зенитна артилерия, ракети и друго противовъздушно оръжие.
Смятало се е, че въздухоплавателно средство, което може да лети на височина 21 000 m, ще бъде извън обсега на съветски ракети и дори извън техните радарни станции. Това би позволило на прелитащите на голяма височина самолети да направят безопасно въздушни фотографии на военни и други обекти.
Под кодовото име „Плешив орел“ (на английски език „Bald Eagle“), ВВС на САЩ сключва договори с фирмите Bell Aircraft, Glenn L. Martin Company и Fairchild за разработването на еднодвигателен разузнавателен самолет. Служителите от отдел „Разработки“ на Lockheed Aircraft Corporation дават на авиационния инженер Кларънс „Кели“ Джонсън възможността да разработи конструкцията за новата машина. Джонсън бил конструктор, който отговаря за разработването на легендарния Lockheed P-38 Lightning и реактивния F-80 Shooting Star. Джонсън е известен и с предсрочно завършваните от екипа му проекти в подразделение на компанията, наречена шеговито Skunk Works („завод Скункс“), където е разработен по-късно и другият самолет за далечно височинно разузнаване – Lockheed SR-71 Blackbird.
Концептуалният модел на Джонсън, наречен съкратено CL-282, представляващ планер средноплощник с много тънки и силно разперени криле на фюзелажа, е различен от неговите проекти, както и реактивният F-104 Starfighter. За да се намали теглото на първоначалния проект, машините били проектирани да нямат конвенционален колесник, което щяло да затрудни кацането и било напът да провали проекта. За самолета е приложена малко използваната двуопорна схема на колесник, наричана още „велосипедна схема“, която масово се използва при планерите.
Проектът на тази конструкция е отхвърлен от Военновъздушните сили, но привлича вниманието на няколко цивилни бизнесмени, членове на експертна група и най-вече на Едуин Ланд, който е известен като бащата на моменталната фотография (основател на компанията Polaroid). Ланд предлага на тогавашния директор на ЦРУ Алън Дълес управляваната от него агенция да финансира и експлоатира този самолет. След среща с президента Дуайт Айзенхауер, Lockheed получат договор за изработването на 20 самолета на стойност 22,5 милиона щатски долара. Програмата е преименувана на U-2, като „U“ (англ. utility) се отнася за самолети с общо предназначение. ЦРУ използва кодовото име „AQUATONE“ за проекта, а от ВВС използват името „OILSTONE“.
Първият полет на U-2 е на полигона Groom Lake (Area 51), и е извършен на 1 август 1955 г..
Джеймс Бейкър разработва оптиката за голямоформатната камера, която се използва в U-2, докато работи за Perkin-Elmer. Тези нови камери имат разделителна способност от 76 cm при височина на полета 18 000 m. Тъй като балансът на самолета е критичен, камерата била разположена след редица изчисления в предната част на U-2, като захранващия барабан с филм бил разположен отпред, а на подходящо място се съхраняват заснетите кадри. По този начин не се променя съществено центъра на тежестта на самолета и се поддържа балансирано разпределение на теглото по време на полет.
Когато първите прелитания над територията на Съветския съюз са били засечени от съветски радар, ЦРУ инициира проекта RAINBOW, за намаляване на радарната видимост на самолета. Тези усилия в крайна сметка се оказват неуспешни, и се започва работата по нов проект, което води до създаването на Lockheed А-12 Oxcart. Проектът е рестартиран през 80-те години, което води до осъвременяване и модернизиране на конструкцията на U-2.

## Конструкция
Уникалната конструкция, която дава на U-2 забележителни резултати, го прави също така много труден за управление в полет. Той е проектиран и произвеждан за планиране с минимално тегло, като повечето самолети имат версии с единична седалка, а има само пет известни двуместни версии. Ранната версия на U-2 се задвижва с турбореактивен двигател Pratt & Whitney J57. Версиите U-2 В и TR-1A използват по-мощния Pratt & Whitney J75. U-2S и TU-2S са оборудвани с още по-мощния двигател General Electric F118. За да поддържа своя оперативен таван от 21 000 m, моделите U-2А и U-2C (вече не е в експлоатация) трябвало да летят близо до тяхната максимална скорост.

## Загуби
Най-известният свален пилот в популярната култура е Франсис Гари Пауърс на 1 май 1960 г. над Свердловск от ракета С-75 Двина, с каквато през 60-те години са свалени и други U-2. Другият самолет за далечно височинно разузнаване, Lockheed SR-71 Blackbird, не е свалян никога от вражески огън.
|  | Уикипедия разполага с Портал:Авиация |